# Véhicule d'occasion
Pour les articles homonymes, voir occasion et VO.
 (mai 2025).

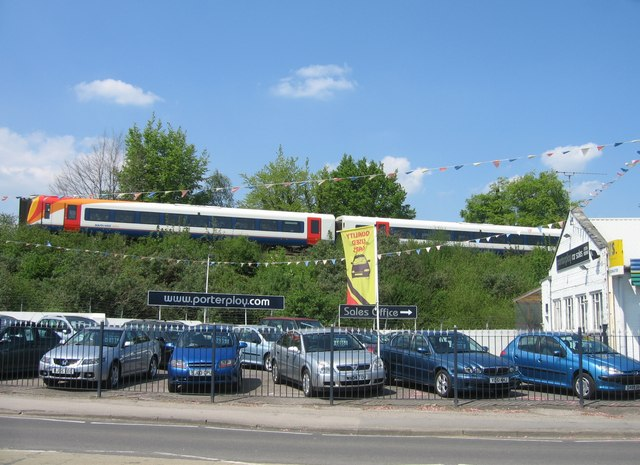
Véhicules d'occasion mis en ventes au Royaume-Uni

Un véhicule d'occasion est un véhicule vendu en seconde main, c'est-à-dire qu'il n'est plus neuf. Sur le plan fiscal, un véhicule est considéré comme d’occasion dès qu’il est âgé de plus de six mois à la date de livraison et a parcouru plus de 6 000 km.

## Acteurs
La vente de véhicules d’occasion peut se faire par l’intermédiaire d’un professionnel (concessionnaire, mandataire, garage…) ou bien entre particuliers.
Selon les pays, une autorité publique peut/doit intervenir dans le processus.  Par exemple, en France, un certificat de non-gage délivré par le Ministère de l'Intérieur doit être produit préalablement à la vente d'un véhicule.

## Mandataires automobiles
Outre les plateformes de mise en relation entre particuliers, de nombreux mandataires automobiles se sont imposés sur le marché du véhicule d’occasion. Ces professionnels agissent comme intermédiaires entre le vendeur (souvent un concessionnaire étranger ou un loueur) et l’acheteur final, en proposant des véhicules à des prix compétitifs.
Parmi les principaux sites de mandataires actifs en France, on peut citer :
- Aramisauto[2] : fondé en 2001, ce site propose des véhicules neufs et d’occasion reconditionnés, avec garantie et services annexes (reprise, financement, livraison) ;
- Auto-IES[3] : spécialiste de l’importation de voitures neuves et d'occasion récentes depuis l’Union européenne ;
- Elite-Auto[4] : acteur historique du secteur, offrant un large catalogue de véhicules neufs et d’occasion avec remises importantes ;
- Autosphère[5] : réseau de distribution regroupant plusieurs concessionnaires, proposant des véhicules d’occasion certifiés ;
- Autorigin[6] : plateforme associée à des services de vérification d’historique du véhicule, en complément de l’achat ;
- Avendcar[7] : plateforme récente qui met en relation acheteurs et vendeurs tout en offrant un accompagnement personnalisé par des professionnels, notamment pour l’inspection, la négociation et la sécurisation du paiement.

Ces mandataires permettent souvent une sécurisation de la transaction, une garantie mécanique, et parfois une livraison à domicile. Toutefois, les prestations varient selon les sites et les conditions générales de vente doivent être attentivement examinées.

## Marché français
Le marché du véhicule d'occasion représente la plus grosse partie du marché de l’automobile en France. En mars 2011 par exemple, plus de 510 000 véhicules d'occasion ont été immatriculés, contre 257 000 voitures neuves sur la même période. Alors qu'il s'immatricule  deux millions de véhicules neufs chaque année, le marché de la deuxième main franchit généralement cinq millions de transactions en France.
La proportion de transactions entre particuliers a fortement augmenté au cours de la dernière décennie. L’avènement d’internet et l’arrivée de nombreux sites de petites annonces automobiles a largement favorisé cette tendance. Ce créneau est toutefois propice à de nombreuses arnaques, que tentent de combattre certaines plates-formes.
Depuis 2020, le marché des voitures d'occasion bat des records, les ventes d'occasions de plus de 15 ans ont fortement augmenté. Le succès de ces voitures s'explique par leur prix attractif (proche de 1000 euros) mais aussi par la peur de la transmission de la maladie Covid-19 causée par la promiscuité entre usagers dans les transports en commun,.
Lors de l'achat d'une voiture d'occasion auprès d’un particulier, il est primordial de demander certains documents et de réaliser certaines vérifications pour une transaction en toute sérénité puisque les procédures administratives restent entièrement à la charge de l’acheteur, contrairement avec un vendeur professionnel qui livre le véhicule « clé en main ».

## Fraude
Parmi les types de fraude, il existe notamment la fraude au compteur kilométrique, la vente de véhicule volé et le faux paiement.